# Ozeanbodenspreizung

Prinzip der Ozeanbodenspreizung in der Animation

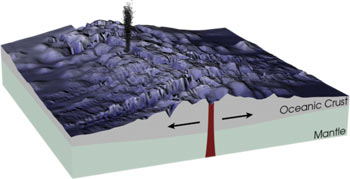
Stark vereinfachter Querschnitt durch einen mittelozeanischen Rücken, die Pfeile zeigen die Bewegungsrichtung der Platten

Ozeanbodenspreizung (engl. seafloor spreading) ist das langsame seitliche Auseinanderweichen (spreading) des Ozeanbodens (seafloor) an divergenten Plattengrenzen als Teilprozess der Plattentektonik und damit der Mantelkonvektion.

## Grundlagen und Begriffe
Die äußere starre Hülle der Erde, die Lithosphäre, besteht aus Platten von mitunter vielen Millionen Quadratkilometern Fläche, die auf der weicheren Asthenosphäre „schwimmen“ und sich relativ zueinander bewegen. Dabei bewegen sich einige unmittelbar aneinander grenzende Platten voneinander weg (Plattendivergenz). Die Nahtstelle zwischen zwei solchen Platten liegt typischerweise mitten im Ozean und wird Spreizungszone, in geometrischem Zusammenhang auch Spreizungsachse, genannt. Die dortigen Plattengrenzen zeichnen sich durch dünne, neu gebildete ozeanische Erdkruste aus, die sich über einer flachen Magmakammer befindet. Die Spreizungszone mit den noch warmen Plattenrändern erhebt sich durch Auftrieb (Isostasie) zu einem unter Wasser gelegenen Gebirgszug. Diese sogenannten mittelozeanischen Rücken bilden ein weltumspannendes, zehntausende Kilometer langes Netz mit vielfältiger vulkanischer Aktivität.
Das Magma schmilzt unter der Spreizungszone durch Druckentlastung aus dem heißen Gestein des Erdmantels aus. Die Schmelze sammelt sich in der Magmakammer unterhalb der Spreizungszone. Von dort steigt sie in regelmäßigen Schüben in Richtung Meeresboden auf und bildet an der Oberfläche eine Schicht basaltischer Kissenlava. Jener Teil der Lava, die nicht den Meeresboden erreicht, verbleibt in den zentimeterbreiten Spalten, die durch die Spreizung entstanden sind, erkaltet dort und bildet die mittlere Schicht der frischen Erdkruste. Die untere Schicht entsteht aus Material, das mehr oder weniger kontinuierlich an den Rändern der Magmakammer auskristallisiert. Das entsprechende Tiefengestein wird Gabbro genannt.
Die Spreizungsrate ist die Differenz der Driftgeschwindigkeiten beider Platten quer zur Spreizungsachse. Zum Beispiel verbreitert sich der Atlantische Ozean im Durchschnitt um rund 2,5 cm im Jahr und seine älteste ozeanische Kruste, nahe der Kontinentalränder, ist etwa 130 Millionen Jahre alt. Die weltweit höchste Spreizungsrate weist mit 14,5 cm pro Jahr der südliche Ostpazifische Rücken auf.

## Ursachen
Als wichtigster Antrieb der Spreizung gilt das Abtauchen ozeanischer Lithosphäre in den tieferen Erdmantel (Subduktion), nachdem sie sich (oft über viele 10 Millionen Jahre hinweg) langsam von der Spreizungszone entfernt hat, abgekühlt ist und ihre Dichte zugenommen hat. Im Erdmantel wächst die Dichte der abgetauchten Kruste durch die Umwandlung von Basalt in Eklogit soweit an, dass eine fortwährende Zugwirkung – englisch slab pull genannt – entsteht. Ein weiterer Antrieb wird im Eigengewicht der aufgewölbten, jungen ozeanischen Kruste der Mittelozeanischen Rücken vermutet, welche eine von der Spreizungszone weg gerichtete Hangabtriebskraft – englisch ridge push genannt – erzeugt, die die Platten zusätzlich auseinandertreibt. Eine eher geringe Bedeutung für die Plattenbewegungen wird heute der Reibung der Konvektionsströme an der Grenzfläche zwischen Asthenosphäre und Lithosphäre zugesprochen.

## Entstehung
Ozeanische Spreizungszonen nehmen ihren Anfang wahrscheinlich in ausgedehnten kontinentalen Riftzonen. Als Paradebeispiel für ein solches Grabenbruchsystem gilt der Große Afrikanische Grabenbruch, der sich abschnittsweise (Rotes Meer, Golf von Aden) bereits zu ozeanischen Spreizungszonen entwickelt hat.
Nebenäste des Grabenbruchsystems, aus dem der Zentralatlantik hervorging, sind heute noch an der Ostküste Nordamerikas in Form von verfüllten, parallel zur Küste verlaufenden Sedimentbecken mit Ablagerungen aus Obertrias und Jura erhalten (siehe Newark-Supergruppe).

## Ozeanbodenspreizung und Paläomagnetik

Paläomagnetisches Muster der mit wechselnder Polarität magnetisierten ozeanischen Kruste. a) vor 5 Mio. Jahren, b) vor 2–3 Mio. Jahren, c) heute

Beim Abkühlen der Lava richten sich darin enthaltene magnetische Mineralpartikel (vor allem aus Magnetit) nach dem zu diesem Zeitpunkt herrschenden Magnetfeld der Erde aus. Dadurch wird das Gestein schwach aber dauerhaft magnetisiert (siehe Remanenz). Das Erdmagnetfeld ist in geologischen Zeiträumen jedoch nicht stabil und ändert in unregelmäßigen Abständen seine Polarität. Im Zusammenspiel mit der Ozeanbodenspreizung ergeben sich aus den Umpolungen des Erdmagnetfeldes symmetrische Muster aus Streifen gleichartig magnetisierter ozeanischer Kruste, die parallel zu den Spreizungsachsen verlaufen.
Durch radiometrische Datierungen der ozeanischen Krustengesteine, kann jedem dieser Streifen ein absolutes (numerisches) Alter zugewiesen werden. Je weiter ein bestimmter Gesteinsstreifen von der Spreizungsachse entfernt ist, desto älter ist er und gleichartig magnetisierte Gesteinsstreifen, die gleich weit von der Spreizungsachse entfernt sind, sind nachweisbar gleich alt. Diese Erkenntnisse wurden systematisch ab Anfang der 1960er Jahre mit Hilfe von Forschungsschiffen gewonnen, was der Hypothese der Kontinentalverschiebung zum Durchbruch verhalf. Die Verknüpfung von magnetischer Polarität und Alter eines Gesteins wurde nachfolgend Grundlage eines ganzen Teilgebietes der Stratigraphie, der Magnetostratigraphie.